# Tersana (Sukagumiwang)
Tersana is een bestuurslaag in het regentschap Indramayu van de provincie West-Java, Indonesië. Tersana telt 4967 inwoners (volkstelling 2010).